# Adani Group
Adani Group — индийский конгломерат, основанный Гаутамом Адани в 1988 году в Ахмадабаде, штат Гуджарат. В конгломерат входят компании в сферах транспортной инфраструктуры, энергетики, цементной и пищевой промышленности. Входит в число крупнейших финансово-промышленных групп Индии, а Гаутам Адани является одним из самых богатых людей в Индии.

## История
Adani Group была основана в 1988 году предпринимателем Гаутамом Адани как компания по торговле минеральным сырьём и пластмассами. В 1995 году Адани получил контракт на управление портом Мундра; под его руководством порт был значительно расширен и связан с железнодорожной сетью. В конце 1990-х годов Адани начал скупать и модернизировать тепловые электростанции, а в начале 2000-х годов также занялся угледобывающими предприятиями. В 2010 году за 2,7 млрд долларов была куплена лицензия на разработку угольного бассейна в австралийском штате Квинсленд; в 2011 году за 1,8 млрд был взять в долгосрочную аренду (99 лет) угольный терминал Эббот-Пойнт с перспективой значительного расширения; из-за протестов экологов и проблем с финансированием реализация проекта началась только в 2019 году, а первые поставки угля состоялись в конце 2021 года. В сентябре 2017 года было создано совместное предприятие с Saab AB по производству беспилотников и вертолётов. В 2018 году группа значительно расширила свой энергетический бизнес: получила 25 подрядов на развитие газораспределительных сетей и газозаправочных станций, у Reliance Industries была куплена электрораспределительная сеть города Мумбаи и некоторые другие активы. В том же году группа приобрела 6 аэропортов, включая международные аэропорты Мумбаи, Ахмадабада, Джайпура и Мангалура.
В 2020 году группа выиграла тендер на строительство солнечных электростанций; крупнейшей из построенных стала «Камути», 12-я крупнейшая в мире. В 2022 году у швейцарской группы Holcim за 10,5 млрд долларов был куплен её индийский филиал — цементные заводы общей производительностью 70 млн т в год. Во второй половине 2022 года был куплен контрольный пакет акций телекомпании NDTV.
В начале 2023 года была завершена покупка порта в Хайфе (Израиль) за 1,15 млрд долларов. Позже в январе 2023 года аналитическая компания Hindenburg Research опубликовала результаты расследования, в котором утверждала, что Adani Group много лет занималась манипуляциями с акциями своих дочерних компаний и фальсифицировала бухгалтерскую отчётность; после публикации котировки акций компаний группы резко снизились.

## Компании группы
Adani Group включает 10 основных компаний:
- Adani Enterprises Ltd — основана в 1988 году, занимается добычей и торговлей углем, производством электроэнергии и солнечных батарей; выручка за 2022 год составила 1,37 трлн рупий ($16,4 млрд)[12], 23 тыс. сотрудников; в 2022 году заняла 1453-е место среди крупнейших публичных компаний мира[13].
- Adani Ports & SEZ Ltd — основана в 1998 году, занимается строительством и управлением морскими портами и другой транспортной инфраструктурой, а также снабжением электроэнергией, газом и водой; контролирует 10 портов в Индии, включая крупнейший в стране близ города Мундра, а также порт в Хайфе; 2,7 тыс. сотрудников, выручка в 2022 году составила 159 млрд рупий ($1,91 млрд)[14]; в 2022 году заняла 1566-е место среди крупнейших публичных компаний мира[15].
- Adani Total Gas Ltd — совместное предприятие с TotalEnergies (по 37,4 %); компания осуществляет газоснабжение домохозяйств и промышленных предприятий, а также продажу газа для автотранспорта; выручка в 2022 году — 31,6 млрд рупий ($380 млн)[16].
- Adani Green Energy Ltd — строительство и управление солнечными и ветряными электростанциями в Индии; выручка в 2022 году — 51,3 млрд рупий ($615 млн)[17].
- Adani Transmission Ltd — основана в 2013 году, занимается строительством и обслуживанием линий электропередач, а также розничным электроснабжение в Мумбаи; 11,9 тыс. сотрудников, выручка в 2022 году составила 112 млрд рупий ($1,34 млрд)[18]; в 2022 году заняла 1705-е место среди крупнейших публичных компаний мира[19].
- Adani Power Ltd — занимается строительством и управлением тепловыми электростанциями; общая установленная мощность составляет 12,5 ГВт; выручка в 2022 году — 277 млрд рупий ($3,32 млрд)[20].
- Adani Wilmar Ltd — совместное предприятие с Wilmar International (по 44 %), основано в 1993 году в Бангладеш; работает в пищевой промышленности; занимается производством и расфасовкой растительных масел, сахара, муки, круп, а также мыла и моющих средств; выручка в 2022 году — 542 млрд рупий ($6,50 млрд)[21].
- ACC Ltd — производитель цемента; 16 цементных заводов в Индии; выручка в 2022 году — 160 млрд рупий ($1,92 млрд)[22].
- Ambuja Cements Ltd — производитель цемента; 5 цементных заводов в Индии; выручка в 2021 году — 286 млрд рупий ($3,8 млрд)[23].
- NDTV — одна из крупнейших в Индии телекомпаний.